# Ladytron (personaggio)
Ladytron, il cui vero nome è Maxine Manchester, è un personaggio della serie a fumetti WildStorm Wildcats, illustrata da Travis Charest e scritta da Alan Moore.

## Personalità
A causa delle torture subite durante l'infanzia Maxine è sadica, antisociale e ha tendenze omicide. Cosa che la porta a considerare la vita umana come insignificante, tuttavia a seguito del suo ingresso nei Wildcats e del programma di rieducazione subito le sue tendenze assassine vengono sedate ed il suo carattere diventa via-via più positivo, tanto da iniziare a rivalutare la vita umana e il suo valore e da mostrarsi realmente desiderosa di redenzione dalla sua vita criminale. Il tutto mantenendo i tratti antisociali, sarcastici pungenti e sadici della sua personalità.
Maxine non si fa affatto problemi a causa del suo corpo meccanico e del suo aspetto robotico e gira tranquillamente per strada o in luoghi pubblici senza batter ciglio, anzi fa spesso addirittura delle battute sulla sua condizione.

## Biografia del personaggio
Maxine Manchester nacque in Inghilterra (molto probabilmente a Londra) nel 1978. Da adolescente venne violentata dal padre e fuggì di casa traumatizzata dall'evento, andò negli Stati Uniti e divenne una criminale. Un giorno dopo una sparatoria con l'FBI subì una serie di ferite mortali, ma prima del decesso venne consegnata al dottor Khaz dai federali, lo scienziato pazzo la trasformò in un cyborg. Essa mantenne la sua personalità e fuggì riprendendo la sua vita da criminale fino al giorno in cui conobbe Stanley, un cyborg creato da Khaz prima di lei, col quale iniziò una relazione ed una fiorente carriera di ladra; un giorno i due decisero di uccidere il loro creatore ma esso con un dispositivo di controllo prese possesso di Stanley e lo mosse contro Maxine, la quale lo uccise e poi uccise Khaz. In seguito riprese la sua carriera criminale in solitaria.
In seguito alla partenza dei Wildcats originali per Khera, Savant formò un nuovo gruppo col padre Mr. Majestic. Per volere della donna Maxine fu integrata al gruppo dopo essere stata catturata ed aver subito una "rieducazione" tramite un programma di realtà virtuale da T.A.O. resterà a lungo nel gruppo dimostrando di essere una vera eroina ma in seguito al tradimento di T.A.O. verrà da questi fatta a pezzi durante la sua fuga che ne consacra l'inizio della carriera militare.
Le parti di Maxine furono in seguito recuperate da un gruppo di adoratori dei droidi, che le utilizzarono come reliquie, per poi essere ritrovate dai compagni e riportate. La personalità della cyborg fu dunque inserita nel mainfream dell'Halo Building come intelligenza artificiale, mentre i suoi corpi vennero prodotti in serie. Grazie a questi corpi continuò ad assistere i compagni in missione.
Dopo il ritorno dei Wildcats il nuovo gruppo si sciolse, ma Ladytron e Savant rimasero assieme ai Wildcats e li aiutarono in più occasioni.
In seguito all'armageddon globale soccorrerà i sopravvissuti, collaborando anche con la nuova Backlash.

## Poteri e abilità
Come Cyborg, Maxine dispone di un corpo realizzato interamente in metallo, acciaio e zinco, ragione per la quale è completamente antiproiettile e resistente a qualsivoglia tipo di altra ingiuria (pietre, coltelli, altro ferro...ecc.) oltre che ovviamente poter assorbire senza problemi qualsiasi tipo di aggressione fisica salvo che per avversari superumani.
Ladytron possiede ovviamente una forza ed una velocità sovrumane a causa della sua natura meccanica ed è in grado di sollevare perfino una macchina. Inoltre nonostante il suo peso (intorno alla mezza tonnellata) si è dimostrata capace di muoversi rapidamente anche in acqua e compiere balzi enormi. Il peso elevato la rende inoltre fondamentalmente inamovibile.
Ladytron dispone di un vasto arsenale balistico al suo interno, tra cui diverse lame rotanti nelle gambe, e un'enorme quantità di pistole, fucili e cannoni nelle braccia; altra arma caratteristica è l'emettitore di onde soniche all'interno della mascella inferiore, attivabile semplicemente aprendo la bocca e fischiando.
Ha dimostrato inoltre in poche rare occasioni di poter usufruire di un Jet pack che le consente di volare.

## Curiosità
- Tim Seeley ha dichiarato che la domma è la parte più complessa da disegnare del personaggio.
- Ladytron è in parte ispirata allo stile di abbigliamento Punk rock ed in parte al Goth/Emo.
- Il nome di battaglia del personaggio deriva dall'omonima canzone di Roxy Music.